# 18 Cephei
18 Cephei (také označovaná jako MO Cephei) je hvězda v souhvězdí Cefea. Jedná se o červeného obra spektrální třídy M5III, který má zdánlivou hvězdnou velikost asi 5,31m a nachází se přibližně 424 světelných let od Země.
Jde o samostatnou hvězdu, která je také známá jako pomalu nepravidelná proměnná hvězda s označením MO Cephei. Jasnost hvězdy kolísá v malém rozsahu kolem 5,3 magnitudy. Díky své vyvinuté fázi se jedná o objekt spektrální třídy M5, který má oproti Slunci nižší povrchovou teplotu (kolem 3300–3400 K), ale výrazně větší poloměr.